# HighGrow
High Grow ist ein Computerspiel, in dem der Spieler virtuelle Cannabispflanzen anbaut, pflegt und züchtet. Das Spiel ist in seiner Echtzeitkonzeption einzigartig und in gewissem Maße mit Aufbausimulationen vergleichbar. Seit Version 3.0 ist das Spiel Freeware.

## Funktionsumfang und Spielverlauf
High Grow simuliert den Indoor-Anbau von Cannabis-Pflanzen. Das Spielziel sind der Anbau und die Ernte von Marihuana. Da die Simulation in Echtzeit abläuft, dauert es bis zu sechs Monate, bis eine Pflanze voll ausgewachsen ist. Dabei orientiert sich das Programm an der Systemzeit des Computers. Zum Wachstum muss es nicht gestartet sein, es genügt, es zur Pflege der virtuellen Pflanzen zu starten.
Im Spiel gibt es drei verschiedene virtuelle Räume. Der Spieler wählt für jeden Raum Beleuchtungs-, Reflektor- und Blumentopftyp. Es stehen vier verschiedene Bodensubstrate zur Verfügung. Zur Einsaat kann zwischen 30 Cannabissorten gewählt werden. Um die Pflanzen erfolgreich keimen und wachsen zu lassen, können Beleuchtungsdauer sowie Bewässerung eingestellt werden. Auch kann die Beleuchtungsintensität über die Lampenhöhe variiert werden. Daneben bietet sich die Möglichkeit, mit Zusätzen wie Dünger und Kalk das Wachstum zu fördern und den pH-Wert des Bodensubstrats zu regulieren. Bei fortgeschrittenem Wachstum können die Pflanzen zudem beschnitten werden, um ihre Höhe zu limitieren und eine buschigere Form zu erreichen. Lässt man männliche und weibliche Pflanzen zusammen reifen, kann es außerdem zu Kreuzungen kommen. Die neuen Sorten lassen sich als Datei ablegen. Zahlreiche Kreuzungen liegen zudem auf der Website des Herstellers zum Download bereit.
Wählt man nach Aufzucht und Blüte die Erntefunktion, winkt dem Spieler zum Schluss als grafische Belohnung ein Zertifikat über Menge und THC-Gehalt des geernteten Rauschmittels.

## Zusatzfunktionen
- Ein eingebauter Musikplayer dient der Spielatmosphäre. Es können wahlweise MIDI- oder MP3-Dateien abgespielt werden. Die Stücke müssen in den Musikordnern des Programms einsortiert sein. Die Wiedergabe erfolgt nach dem Zufallsprinzip.
- Die ausführliche Hilfedatei gibt Tipps nicht nur zum virtuellen Hanfanbau. Die Hinweise gehen weit über den Funktionsumfang des Programms hinaus und können daher als eigenständiges Handbuch mit Pflegehinweisen gesehen werden.
- Ein einstellbarer Wecker erinnert an die Notwendigkeit baldiger Cannabisinhalation („Hey Dude, it's time for a smoke break!“).

## Zusatzsoftware
Es existiert ein Bildkonvertierungsprogramm mit der Bezeichnung High Room, das JPEG-Dateien in neue Anbauräume umwandelt.